# Heuristic Systematic Model
Das Heuristic Systematic Model (kurz HSM, deutsch Heuristisch-Systematisches Modell) ist ein 1989 von Shelly Chaiken entwickeltes Modell zur Informationsverarbeitung persuasiver Botschaften. Es zählt ähnlich wie das Elaboration Likelihood Model (ELM) zu den Zwei-Prozess-Theorien der Persuasion.

## Grundannahmen

### Verarbeitung persuasiver Nachrichten
Das HSM unterscheidet zwei verschiedene Modi, die bei der Verarbeitung von persuasiven Mitteilungen eine Rolle spielen. Die potenziell einstellungsverändernde Auswirkung einer Botschaft basiert dabei, abhängig von der Motivation und der zur Verfügung stehenden Verarbeitungskapazität des Individuums, auf einem komplexen Zusammenspiel beider Verarbeitungswege:
- Die heuristische Verarbeitung kommt vorwiegend zum Einsatz, wenn das Individuum eine geringe Motivation oder Verarbeitungskapazität aufweist und ein heuristischer Hinweisreiz, der als Signal für die Möglichkeit der Anwendung einer Heuristik dient, vorhanden ist.[2] Es handelt sich um eine schnelle einfache und wenig ressourcenintensive Informationsverarbeitung, die durch den Einsatz von Heuristiken, Schemata und Stereotypen charakterisiert ist.[3] Die heuristische Verarbeitung lässt sich dementsprechend als eine Art Normalmodus der Informationsverarbeitung verstehen, der immer dann Einfluss nimmt, wenn sich ein heuristischer Hinweisreiz wahrnehmen lässt.[1]
- Eine systematische Verarbeitung findet dann zusätzlich statt, wenn das Individuum über eine ausreichend hohe Motivation sowie Verarbeitungskapazität zur Verarbeitung der persuasiven Botschaft verfügt. Sie äußert sich in einer detaillierten und kritischen Informationsverarbeitung der vorgebrachten Argumente. Eine systematische Verarbeitung setzt einen hohen Aufwand kognitiver Ressourcen voraus und berücksichtigt individuelle Informationen und Einstellungen des Individuums.[3]

### Zusammenspiel der Verarbeitungsmodi
Der heuristische und der systematische Verarbeitungsmodus beeinflussen gemeinsam den Persuasionsvorgang durch ein spezifisches Zusammenwirken additiver oder interaktioneller Art:
- Dämpfung (attenuation): Die Abschwächung heuristischer Effekte durch eine systematische Verarbeitung.[1]
- Additivität (additivity): Das additive Zusammenwirken beider Verarbeitungswege.[1]
- Verzerrung (bias): Eine in die Richtung heuristischer Hinweisreize verzerrt ablaufende systematische Verarbeitung (eher bei mehrdeutigen Argumenten).[1]
- Kontrast (contrast): Eine im Kontrast zur heuristischen Erwartung verzerrt ablaufende systematische Verarbeitung (bei eindeutig einstellungsdiskrepanten Argumenten).[1]

### Verarbeitungsmotive
Die Verarbeitung persuasiver Botschaften erfolgt den Annahmen des HSM entsprechend nach drei spezifischen Motiven:
1. Streben nach Korrektheit (accuracy): Menschen streben danach möglichst korrekte Einstellungen zu besitzen.[1]
2. Verteidigung bestehender Einstellungen (defense): Hat ein Individuum erst einmal eine starke Einstellung ausgebildet, dann wird diese bei konträren Persuasionsversuchen verteidigt.[1]
3. Eindrucksmanagement (impression management): Jedes Verhalten einer Person, das darauf abzielt den Eindruck, den sich andere Personen von dieser bilden, nach den eigenen Wünschen zu steuern.[4]

## Abgrenzung zum Elaboration Likelihood Model
Das ELM besagt wie das HSM, dass paralleles Auftreten beider Verarbeitungswege möglich ist, aber das Zusammenspiel der Verarbeitungswege wird nur vom HSM näher spezifiziert.
Neben dem Streben nach Korrektheit der Annahme des ELM fügt das HSM mit der Verteidigung bestehender Einstellungen und dem Eindrucksmanagement noch zwei weitere Verarbeitungsmotive persuasiver Botschaften an.
Die heuristische Informationsverarbeitung wird im HSM enger und spezifischer definiert als die periphere Route beim ELM.

## Kritische Aspekte und Erwägungen
Die Annahmen des HSM haben sich über viele Untersuchungen hinweg als zutreffend erwiesen. Das Modell gilt somit als empirisch gut bewährt.
Eine umfassende Kritik der Zwei-Prozess-Modelle und damit auch des HSM finden sich in der Konzeption des Unimodel of Persuasion. Die Hauptkritikpunkte der Zwei-Prozess-Modelle bestehen laut dem Unimodel of Persuasion in der Annahme von zwei dichotomen Verarbeitungsmodi und einer teilweise einseitigen Gestaltung der Experimente zu deren Bestätigung.